# Michala Møller
Pour les articles homonymes, voir Møller.
Michala Møller est une handballeuse danoise née le 16 février 2000 à Aalborg. Elle a remporté avec l'équipe du Danemark la médaille de bronze du tournoi féminin aux Jeux olympiques d'été de 2024, organisés à Paris.